# Turčiansky Michal
Turčiansky Michal je městská část Turčianských Teplic. Do roku 1971 byla samostatnou obcí. Název této původně poddanské obce je odvozen od kostela zasvěceného sv. Michalovi archandělu.

## Historie
První písemná zmínka je z roku 1352, kdy se vzpomíná jako ecclesia Sancti Michaeli (Farnost sv. Michala). Od roku 1436 do 16. století obec patřila Turóciovcům, později zde mělo majetky několik zemanských rodů. V roce 1951 byla k obci přičleněna obec Zorkovce a dosavadní název Turčiansky Svätý Michal byl změněn na Turčiansky Michal.
V roce 1971 byla obec administrativně sloučena s Turčianskými Teplicemi.
Zorkovce se poprvé zmiňují v roce 1277, kdy král Ladislav IV. dal Barlejovi, synovi Bana z Diviak a jeho bratrům Bošany v nitranské župě jako náhradu za Zorkovce, které jim král Béla IV. odňal a připojil k Zvolenskému hradu.

## Kultura a zajímavosti

### Památky
- Římskokatolický kostel sv. archanděla Michala je jednolodní raně gotická stavba s polygonálním ukončením presbytáře a představěnou věží pocházející z období kolem roku 1264. Nachází se v opevněném areálu na mírně vyvýšené poloze. Původní stavbu, ještě s kvadratickým presbytářem, vybudovala stavební huť působící při klášteře premonstrátů v Kláštoru pod Znievom. Kostel byl přestavěn v duchu pozdní gotiky kolem roku 1515, kdy vznikl současný polygonální presbytář s křížovou žebrovou klenbou zachovanou dodnes. V roce 1570 byla loď kostela nově zaklenuta renesanční klenbou. Barokně byl upraven v roce 1750, kdy byla loď nově zaklenuta a v roce 1768, kdy byla upravena věž.[3] V letech 1890 a po roce 1950 byl obnovován. V interiéru se nachází pozdněrenesanční-barokní hlavní oltář z roku 1669 a renesanční křtitelnice z roku 1520.[4] Kostel má hladké fasády členěné opěrnými pilíři, věž je ukončena barokní helmicí s lucernou.

## Osobnosti obce
- Ján Valentinyi (* 1756 - † 1812), římskokatolický kněz, děkan, básník, historik a přírodovědec
- Izidor Žiak (* 1863 - † 1918), slovenský spisovatel, redaktor, národní pracovník, úředník
- Michal Ursíny, evangelický kněz